# Burmanopetalum inexpectatum
Burmanopetalum inexpectatum — викопний вид двопарноногих багатоніжок ряду Callipodida, єдиний відомий в підряді Burmanopetalidea.

## Рештки
Вид описаний у 2019 році з єдиного відомого зразка, що виявлений у шматочку бірманського бурштину. Знахідка датується крейдовим періодом. Її вік оцінюється в 99 млн років. Шматок бурштину, в якому був знайдений Burmanopetalum inexpectatum, входить в приватну колекцію, яка належить Патріку Мюллеру (Patrick Müller) і включає 400 бурштинових каменів (всі вони були надані вченим для досліджень). Зразок дослідили співробітники Національного музею природознавства Болгарії за допомогою комп'ютерної томографії, що дозволило створити комп'юрну 3D-модель тварини. На основі цього зразка науковці описали новий вид викопних багатоніжок.

## Опис
Єдиний описаний зразок був самицею завдовжки 8,2 мм. Тіло складається з 35 сегментів і тельсона. Найбільший сегмент, 14-й, був 0,4 мм завдовжки. Голова еліптична, довша ніж ширша. Вусики складаються з 7 члеників.
Burmanopetalum inexpectatum мала фасеткові очі, що складалися з п'яти оматидіїв, в той час як більшість багатоніжок Callipodida мають як мінімум 30 оматидіїв). На основі цієї ознаки вчені віднесли цю багатоніжку в окремий підряд. Крім того, Burmanopetalum inexpectatum є найдавнішим відомим представником ряду Callipodida.